# Mark Lenzi
Mark Edward Lenzi (ur. 4 lipca 1968 w Huntsville, zm. 9 kwietnia 2012 w Greenville) – amerykański skoczek do wody. Dwukrotny medalista olimpijski.
Brał udział w dwóch igrzyskach (IO 92, IO 96), na obu zdobywał medale. W 1992 triumfował w skokach z trzymetrowej trampoliny, cztery lata później zajął trzecie w tej samej konkurencji. Był srebrnym medalistą mistrzostw świata w 1991 (trampolina 1-metrowa), w tym samym roku triumfował w igrzyskach panamerykańskich. Wielokrotnie zostawał mistrzem kraju. W 2003 został przyjęty do International Swimming Hall of Fame.
Lenzi zmarł w szpitalu w Greenville, wskutek problemów z sercem.